# Hünkhoven
Hünkhoven is een plaats in de Duitse gemeente Bad Münstereifel, deelstaat Noordrijn-Westfalen.